# فيل كروغر
فيل كروغر (بالإنجليزية: Phil Krueger)‏ هو لاعب كرة قدم أمريكية أمريكي، ولد في 6 أكتوبر 1929 في لاسال في الولايات المتحدة.